# Estadio Libertador Simón Bolívar
Das Estadio Libertador Simón Bolivar ist ein Fußballstadion in der bolivianischen Metropole La Paz, Hauptstadt des gleichnamigen Departamento. Der Fußballverein Club Bolívar ist Eigentümer und trägt hier seine Heimspiele aus. Die Anlage liegt im Stadtteil Tembladerani, der zum westlich des Zentrums gelegenen Stadtbezirk Cotahuma gehört. Die Sportstätte ist nicht überdacht. Die nach dem General der südamerikanischen Unabhängigkeitskriege, Simón Bolívar, benannte Fußballarena fasst 18.000 Menschen.

## Galerie

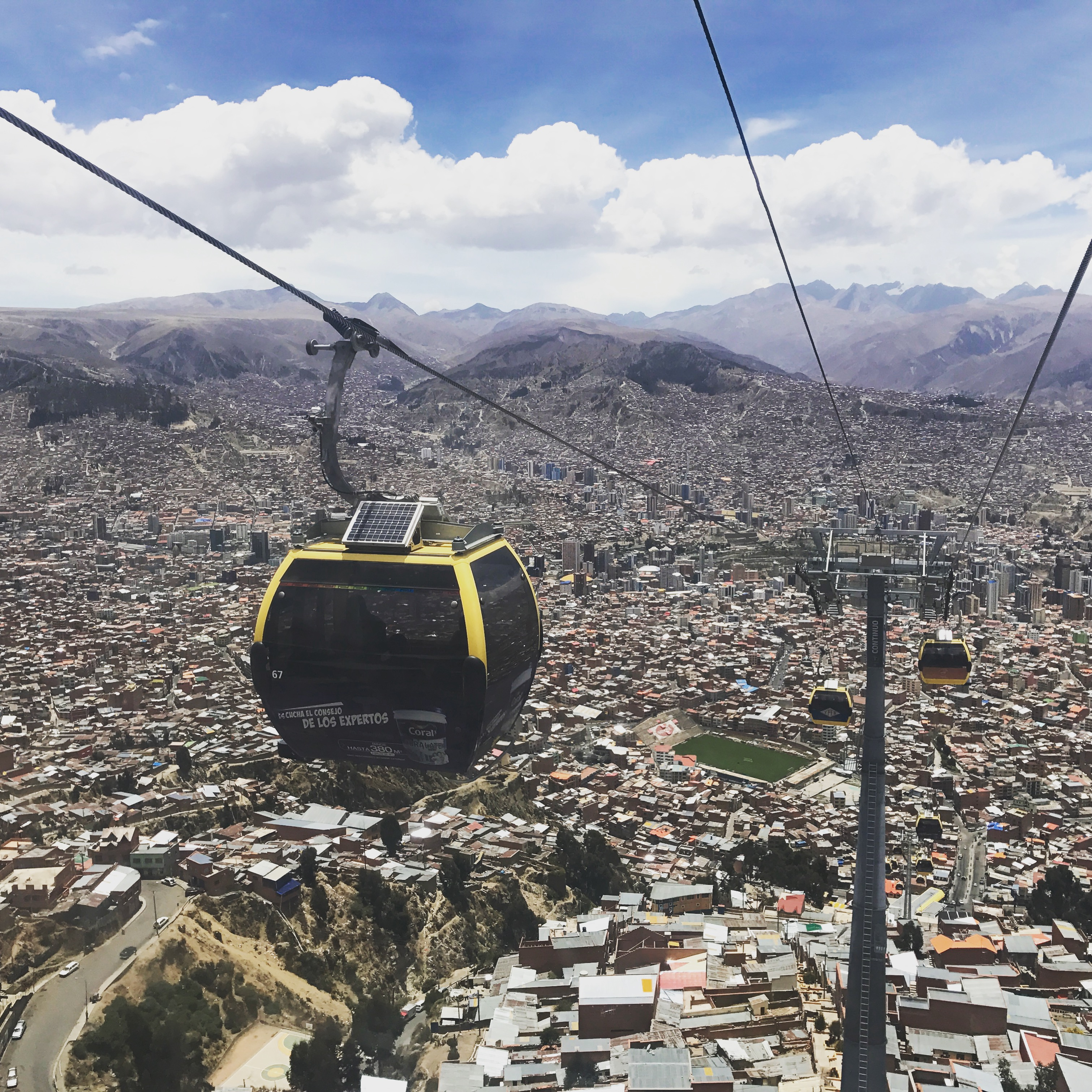
Blick aus einer Seilbahn auf das Estadio Libertador Simón Bolivar